# Харцизи (гурт)
Харцизи — український гурт, створений у 2016 році. 

## Історія
Гурт засновано на початку 2016 року в Києві. Засновниками стали три вже досвідчені музиканти: скрипаль та віолончеліст Дмитро Дзюба («ПнД», «Тол», «Галяк», «АУРА»), бас-гітарист Дмитро Гладун («Перлина Степу») та вокаліст Євген Заблоцький («Лампа»). 
У 2016 році випустили перший міні-альбом «На самоті», а наступного 2017 року вийшов їхній дебютний повноцінний альбом «Щось справжнє», який був записаний на студії «Індюк Рекордз» у Рівному та сподобався меломанам.
У 2022 році спільно із гуртом Очеретяний кіт записали пісню «Кріс» на вірш, який знаходився у схованому архіві УПА та випадково був знайдений пошуківцями в околицях Острога у 2012 році.
Гурт часто виступає перед військовими, а його пісні стали популярними серед вояків ЗСУ.
У липні 2024 року гурт презентував пісню «Погонич» на слова українського краєзнавця та поета Анатолія Секретарьова.
У листопаді 2024 році видали нову пісню «Буденні перегони», щоб зібрати на авто для військових 47-ї бригади «Магура», серед яких Володимир Шевчук — автор тексту цієї пісні.

## Дискографія
- На самоті (2016, міні-альбом)
- Щось справжнє (2017)
- Легенди Дикого поля (2023)